# Narcopolo
Narcopolo (styl. NARCOPOLO) – trzeci album studyjny polskiego rapera Hellfielda wydany 8 listopada 2024 nakładem wytwórni Step Dystrybucja.

## Wydanie
Płyta została wydana nakładem wytwórni Step Dystrybucji w dniu 8 listopada 2024. Album został udostępniony w postaci płyty CD, cyfrowego pobrania oraz streamingu. Na płycie znajduje się 16 utworów, które zostały wyprodukowane przez CrackHouse. Wydanie w dniu 20 listopada 2024 uzyskało status złotej płyty.

## Twórcy
Opracowane na podstawie materiałów źródłowych.
- Hellfield – wokal, tekst, produkcja, kompozycja, mix, mastering
- Divix – wokal, tekst, produkcja, kompozycja, mix, mastering
- Skolim – wokal, tekst, kompozycja
- Zeamsone – wokal, tekst, produkcja
- E V – wokal
- Amar – wokal
- Mario Dracula – wokal
- Zusje – wokal, tekst
- Sentino – wokal, tekst
- Mateusz Chmielewski – produkcja, kompozycja

## Lista utworów
Opracowane na podstawie materiałów źródłowych.
| 1.  | „Apartament Gold” (oraz Bandura)           | 2:43  |
|     |                                            |       |
| 2.  | „Mademoiselle”                             | 2:04  |
|     |                                            |       |
| 3.  | „Wszyscy w Gucci” (oraz Skolim)            | 2:32  |
|     |                                            |       |
| 4.  | „MILANO” (oraz Skolim)                     | 2:08  |
|     |                                            |       |
| 5.  | „Tylko z nią” (oraz Skolim)                | 2:47  |
|     |                                            |       |
| 6.  | „Naboje” (oraz E V)                        | 2:43  |
|     |                                            |       |
| 7.  | „Tyle Słów”                                | 3:02  |
|     |                                            |       |
| 8.  | „Bebecita” (oraz Skolim, Divix)            | 2:19  |
|     |                                            |       |
| 9.  | „Polakos Crazy” (oraz Amar, Mario Dracula) | 2:13  |
|     |                                            |       |
| 10. | „Pasja”                                    | 2:45  |
|     |                                            |       |
| 11. | „LAJKI” (oraz Zusje)                       | 2:02  |
|     |                                            |       |
| 12. | „Twoja Siostra” (oraz Skolim, Divix)       | 2:27  |
|     |                                            |       |
| 13. | „Dalej” (oraz Sentino)                     | 3:59  |
|     |                                            |       |
| 14. | „Mecenasi”                                 | 2:00  |
|     |                                            |       |
| 15. | „Dyscyplina” (oraz Zeamsone)               | 2:16  |
|     |                                            |       |
| 16. | „Million Dollar Smile”                     | 2:40  |
|     |                                            |       |
|     |                                            | 40:40 |
|     |                                            |       |

## Certyfikaty i sprzedaż
| Kraj          | Certyfikat  | Sprzedaż | Data przyznania   |
| ------------- | ----------- | -------- | ----------------- |
| Polska (ZPAV) | złota płyta | 15 000+  | 20 listopada 2024 |